# Aduana de Sevilla

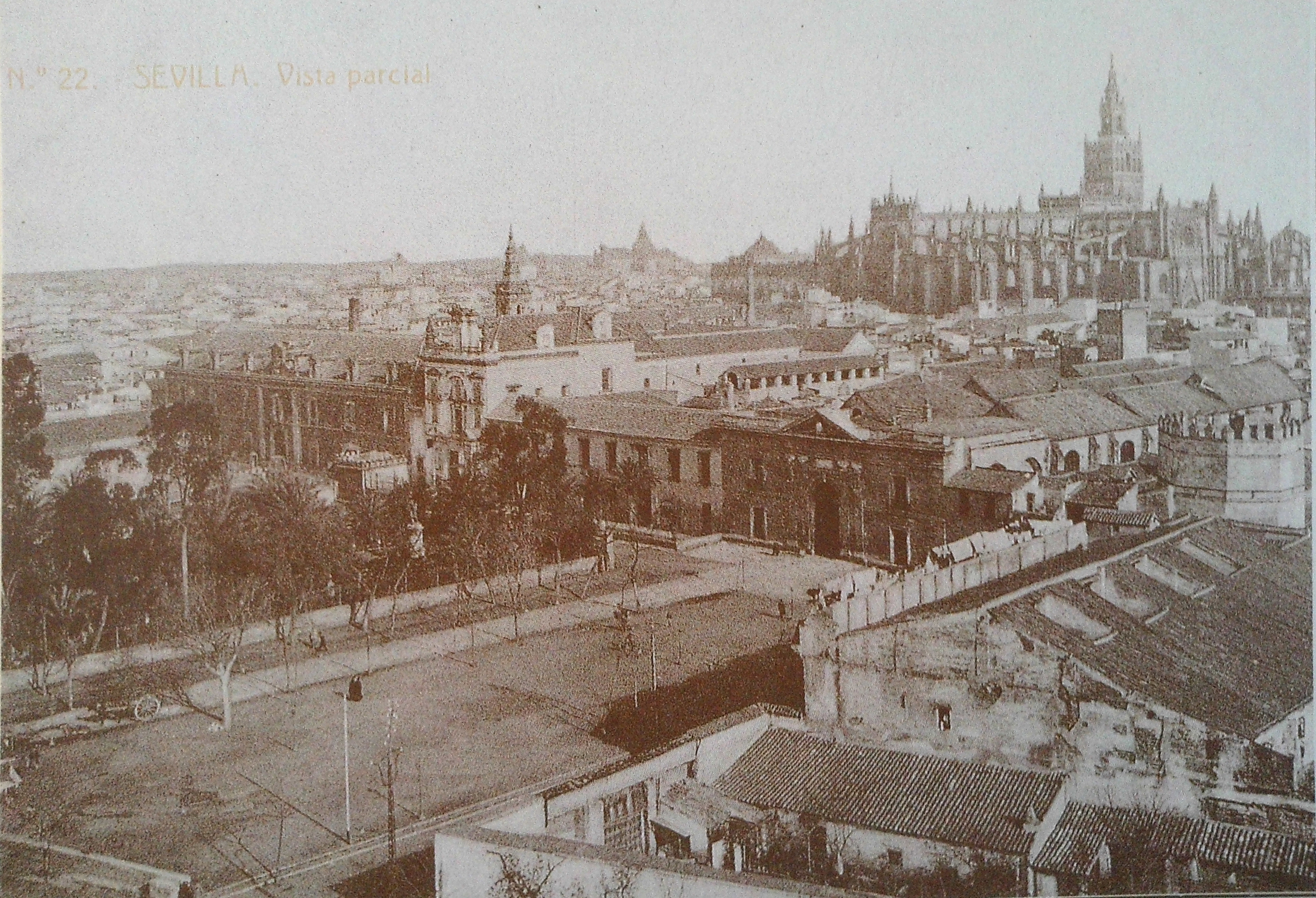
La Aduana de Sevilla, a la derecha.

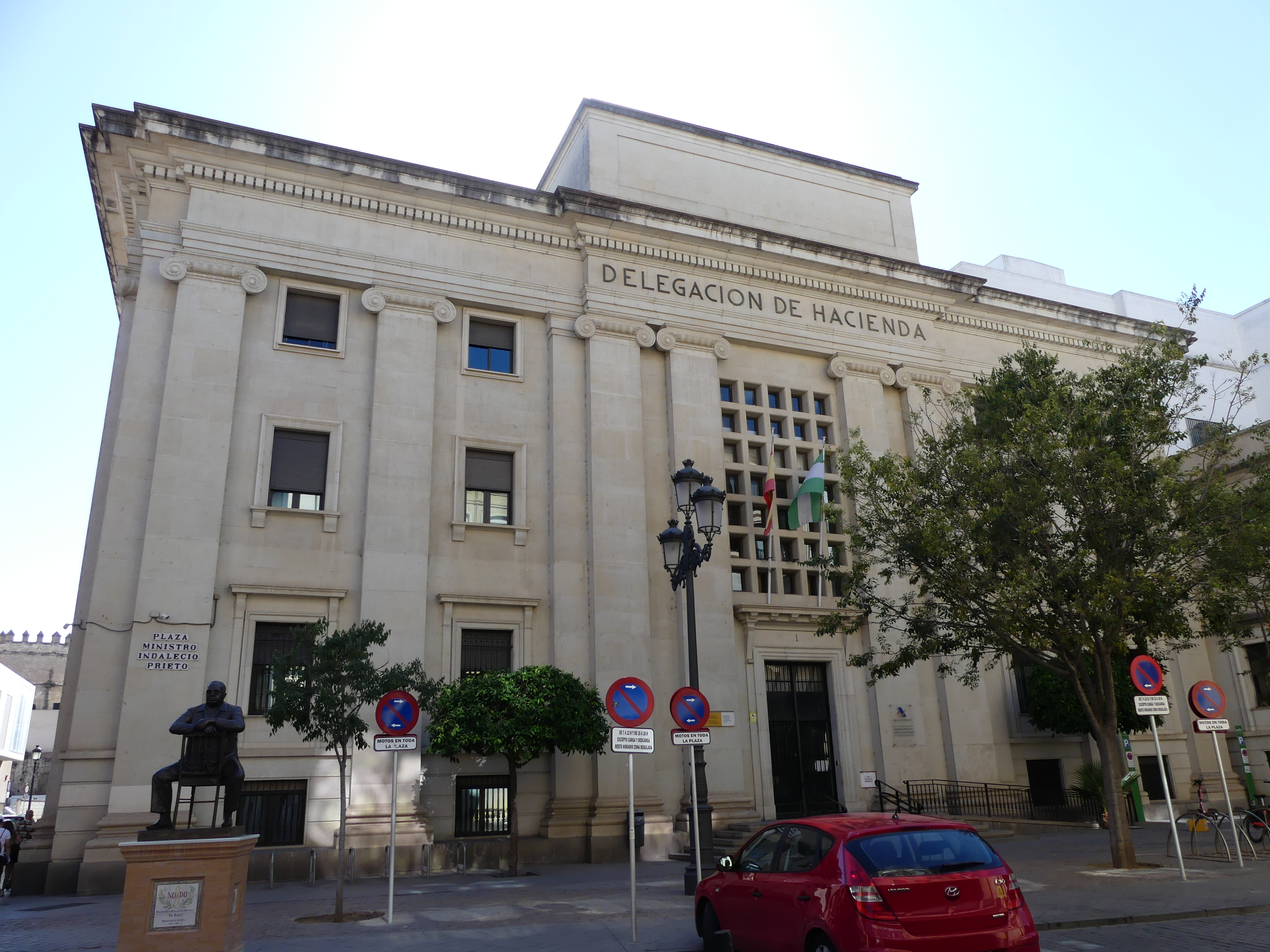
Edificio de la Delegación de Hacienda en Sevilla, proyectado en 1940 y terminado en 1953.

La Aduana de Sevilla era el centro que tenía por objetivo auditar y gravar las mercancías que llegaban a la ciudad. A partir del siglo XVI su relevancia crecería por gravar con el "
almojarifazgo de Indias" las mercancías provenientes del Nuevo Mundo.

## Historia
La aduana de la ciudad había tenido varias sedes a lo largo de su historia. En 1520 se encontraba en el corral de vecinos de San Juan de Dios, en la calle Alfolí (actual calle Tomás de Ibarra). De todos los impuestos el más importante era el almojarifazgo, que la Corona había concedido al cabildo municipal. El almojarifazgo mayor era el que gravaba la entrada en la ciudad de objetos de lujo, como determinados cueros, telas con bordados de oro o plata, colorantes, especias, etc. En 1543 se creó el almojarifazgo de Indias, que gravaba los bienes que venían de América.
A petición del cabildo municipal la Corona decide instalar la Aduana en las naves 13, 14 y 15 (de un total de 17) de las atarazanas creadas por el rey Alfonso X en el siglo XIII. Las obras para adaptar las naves a tal uso comenzaron a final de 1577 de la mano del arquitecto Asensio de Maeda. Esta construcción duró diez años y se inauguró en 1587. En una de sus dos puertas se colocó una placa que rezaba:

Reynando el España el muy católico y muy alto y poderoso rey Don Felipe II, y siendo asistente en esta ciudad el conde de Orgaz, Sevilla mandó hacer esta aduana, teniendo a sus cargos los almojarifazgos. Año de 1587

En 1634, Rodrigo Caro hizo una relación de los funcionarios (nombrándolos como "ministros") que trabajaban en esta institución:

los ministros siguientes [...] Administrador, Contador, Asesor, Tesorero, Escribiente, Portero, Administrador de la tabla mayor, con dos Almojarifes y Receptor, Administrador de la tabla menor, o segunda, otros dos almoxarifes, Tabla de las sedas con otro Administrador y dos Almoxarifes, Recetor y Guarda ropa, dos Selladores, la tabla de los francos, Administrador, y dos Almojarifes, que toman la razón, tres guardarropas, oficio de Secretario, dos oficiales de vistas de despacho de todas las mercancías, ocho Sobreguardas a cavallo, dos Escrivanos, ocho escrivanos del río, que asisten desde la Torre del Oro hasta la Puente de Triana, a ver lo que se embarcaba y desembarcaba, Arraez de una falua y dos marineros, Oficio de guarda mayor, un oficio de Marchamador, que sella todos los fardos, un Administrador en el Puerto de la villa de Coria, quinze Alcaldes de las puertas de Sevilla; y treinta guardas, y cincuenta guardas de noche, que velan hasta el alba [...] todos los que asisten por cuenta de esta aduana son doscientos cincuenta y siete ministros, y paga su majestad de salarios cincuenta y cuatro mil ducados cada año

Fue arrasada por un incendio el 7 de mayo de 1792 y reconstruida por orden de Carlos IV. En sus dos fachadas había sendas lápidas de mármol con el texto:

Año de 1587 reinando Felipe II siendo asistente de esta ciudad el conde Ordaz mandó Sevilla construir esta aduana, teniendo Sevilla los almojifarazgos de ella. Destruida casi totalmente por un incendio el 7 de mayo de 1792 se edificó de cuenta de la Real Hacienda, reinando Calos IV, y siendo sucesivamente asistente de la misma ciudad, e intendente de su ejército y provincia D. José Ábalos, el marqués de Uztariz

Este edificio fue utilizado como aduana hasta bien entrado el siglo XX, en que se trasladó a otro lugar. Ya abandonado, se decidió demolerlo. Ocupaba las naves 13, 14, y 15, aunque se demolieron también la 16 y 17, que fueron antaño depósitos de azogues. Las naves 16 y 17 eran colindantes y estaban en el extremo sur de las Atarazanas.
Poco después comienza a ser edificada en esa misma parcela el edificio de la Delegación Provincial de Hacienda del Gobierno de España. En 1944 se paraliza su construcción, por descubrirse restos arqueológicos de la mencionada Casa del Azogue finalizándose en 1953. El edificio que se construyó era de estilo neoclásico y fue diseñado por el arquitecto José Galnares Sagastizábal (1904-1977).
No es el único edificio de hacienda pública que hay en el entorno, ya que a escasos metros, en el antiguo teatro Coliseo España, se encuentra la Delegación de Hacienda de la Junta de Andalucía.